# Wendi Henderson
Pour les articles homonymes, voir Henderson.
Wendi Henderson, née le 16 juillet 1971 en Nouvelle-Zélande, est un footballeuse internationale néo-zélandaise.
Henderson a fait ses débuts internationaux le 12 décembre 1987, à l'âge de 16 ans, en tant que remplaçante lors d'un match remporté 3 buts à 0 face à Hawaï.
Elle est internationale entre 1987 et 2008. Elle totalise ainsi 64 matches joués et 16 buts marqués, ce qui en fait la seconde joueuse la plus capée de l'histoire de l'équipe.
Henderson a participé à deux phases finales de Coupe du monde, en 1991 et en 2007, deux éditions ayant eu lieu en Chine, devenant ainsi la première footballeuse néo-zélandaise à représenter à deux reprises son pays en phase finale de Coupe du monde.